# Ермолаева, Любовь Евгеньевна
Любовь Евгеньевна Ермолаева (31 октября 1975, Ижевск) — российская биатлонистка. Многократный призёр чемпионатов мира по летнему биатлону, чемпионка Европы по летнему биатлону, заслуженный мастер спорта России.
Выступала за Удмуртскую Республику. Личный тренер — Владимир Михайлович Фирулев.